# Kim Wonu
Kim Wonu (Hangul: 김원우) es un novelista de Corea del Sur.

## Biografía
Kim Wonu nació el 11 de abril de 1974. Según distintas fuentes, nació en Gimhae o en Jinju, Corea del Sur. Fue a la Universidad Nacional Kyungpook para estudiar Filología inglesa y obtuvo un máster de Lengua coreana por la Universidad Sogang. Ha sido miembro del grupo "Jakga" desde 1979 y ha sido editor jefe de la editorial Minumsa.

## Obra
Debutó en 1977 con la novela corta Puestos designados (Imji), una crítica mordaz de la ignorancia y el fetichismo materialista que vio en la sociedad de clase media de Corea. Las vidas corrientes de la clase media coreana, con su descarado materialismo e interés personal, es la preocupación de toda su obra de ficción. Los personajes tienen una personalidad individual muy pequeña o inexistente y solo encuentran sentido a sus vidas a través de la búsqueda sin cesar del beneficio. Están tan centrados en la gratificación material inmediata que no se dan cuenta de la esterilidad de sus vidas, y Kim Wonu usa a menudo un agente externo para hacerles entrever un mundo más humano.
Sin embargo, hay algo de brillo en su obra, y esta cualidad tiene mucho que ver con la forma en que lleva sus propias experiencias a su obra. La falsedad y la hipocresía de fondo de la retórica de la clase media es parte de su vida y el sentido de agotamiento generado por la rutina de la vida se puede detectar en las reminiscencias de su propia juventud. Su voz crítica es algo obstinada, pero honesta al mismo tiempo.
Kim Wonu consiguió el Premio Dong-sa de Literatura en 1998 y el Premio Daesan de Literatura en 2002.

## Obras en coreano (lista parcial)
Recopilaciones de relatos cortos
- Juventud inorgánica (Mugijil cheongnyeon, 1981)
- Estudios de vida (Insaeng gongbu, 1983)
- La hora de las bestias (Jimseungui sigan, 1986)
- Carrera en la pista de obstáculos (Jangaemul gyeongju, 1986)
- Tú en invierno (Gyeoul sogui neo)
- Historia de tres hermanas (Sejamae iyagi, 1988)
- Días remotos (Adeukhan nanal)
- Corazón desnudo (Beolgeobeoseun maeum)
- El mar de los patriotas (Ugugui bada, 1993)

## Premios
- 1991 Premio Literario Dong-in
- 1998 Premio Literario Dong-sa
- 2002 Premio Literario Daesan